# Ball Arena

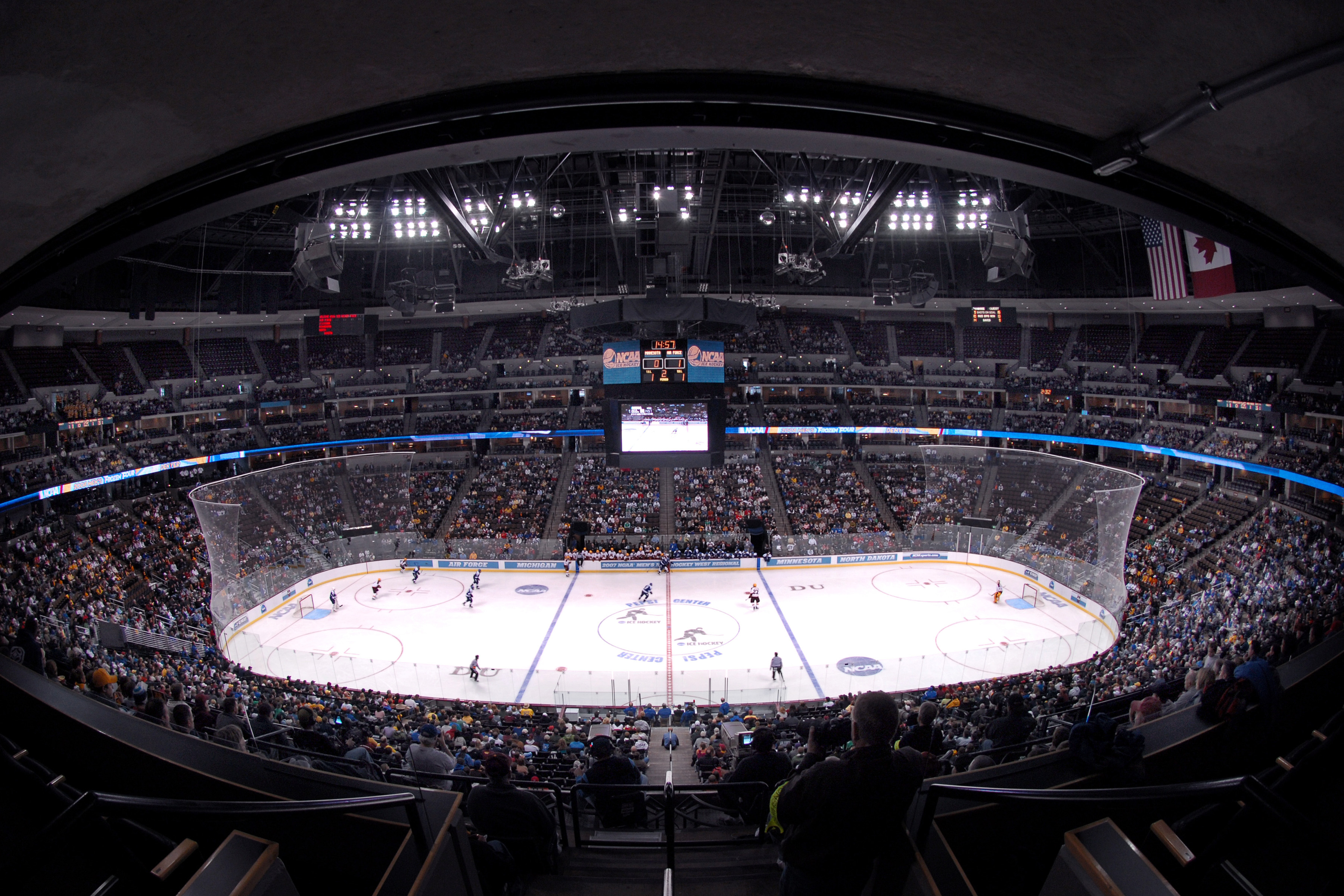
Interiér haly během NCAA hokejového turnaje

Ball Arena je sportovní aréna nacházející se v Denveru v americkém státě Colorado. Je to domácí stadion hokejového klubu NHL Colorado Avalanche, basketbalového klubu NBA Denver Nuggets, lakrosového klubu NLL Colorado Mammoth a fotbalového klubu Colorado Crush. V době, kdy tuto arénu nevyužívají sportovní kluby, je dějištěm hudebních koncertů a jiných kulturních akcí.